# صناعة الثقافة

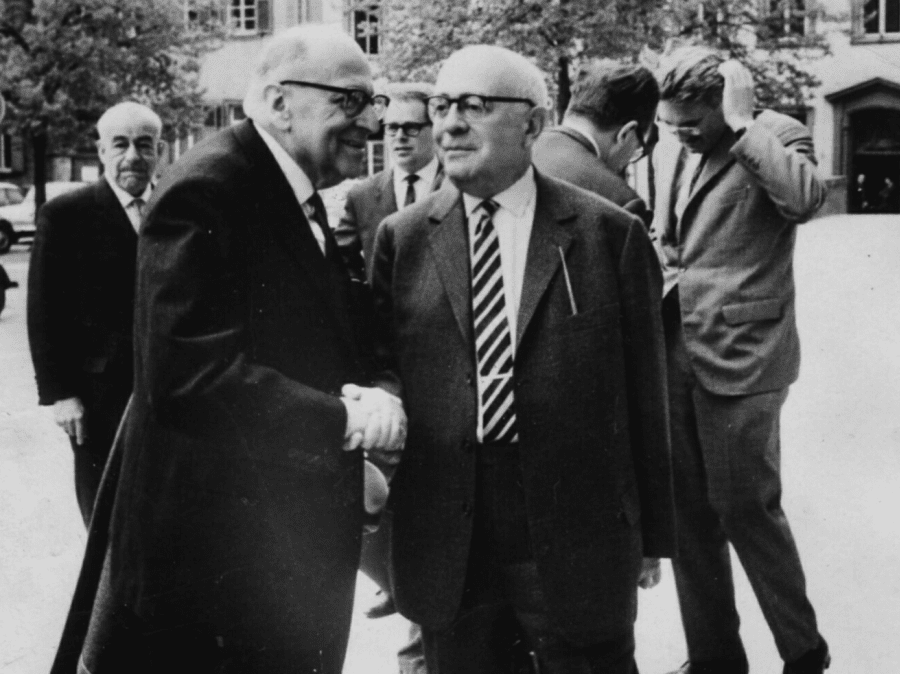

الثقافة المصنوعة أو صناعة الثقافة هي مصطلح صاغه الفيلسوف النقدي الألماني تيودور أدورنو والفيلسوف ماكس هوركهايمر (1895–1973)، وهي ترجمة -أي الصناعة الثقافية- طبق الأصل للعبارة الألمانية (Kulturindustrie). وتم تقديمه كمصطلح من مصطلحات النظرية النقدية في فصل (ثقافة الصناعة: التنوير باعتباره خداعاً جماعياً) من كتاب جدل التنوير الذي ألفه أدورنو عام (1944)، حيث قالوا بأن الثقافة الشعبية هي أشبه بمصنع ينتج سلعاً ثقافية ممزوجة من أفلام وبرامج إذاعية ومجلات، وغير ذلك، تهدف إلى التلاعب بالمجتمع وجرّه إلى السلبية.

أن استهلاك المتع الزائفة للثقافة الشعبية صار ممكناً بواسطة وسائط الإعلام، ما يجعل الناس في حالة من الانقياد لها بغض النظر عن ظروفهم المعيشية. وأن الخطورة تكمن في أن صناعة الثقافة هي أنها تخلق حاجات نفسية لا يمكن أن يتم اشباعها إلا من خلال منتجات الرأسمالية.

ولذا ينظر أدورنو وهوركهايمر للثقافة المنتجة على نطاق واسع أنها تمثل خطراً على الفنون الرفيعة الأكثر دقة وذات الجوهر الفكري. ويريان أنه على العكس مما تشيعه الثقافة الشعبية المنتجة على نطاق واسع فإن الاحتياجات النفسية الحقيقية هي: الحرية، الإبداع والسعادة الحقيقية. وتتطابق هذه الرؤية لماهية الاحتياجات النفسية مع ما رسمه هربرت ماركوزه في كتابه (إيروس والحضارة).